# Sint-Maria-Horebeke
Sint-Maria-Horebeke is een dorp in de Belgische provincie Oost-Vlaanderen en een deelgemeente van Horebeke, het was een zelfstandige gemeente tot aan de gemeentelijke herindeling van 1977. De andere deelgemeente is Sint-Kornelis-Horebeke, waarvan de dorpskern minder dan een kilometer oostwaarts ligt. In het noorden ligt het landelijk gehuchtje Korsele, een van de weinige protestantse kernen in België (Geuzenhoek), met eigen kerk. Sint-Maria-Horebeke staat in de lijst van de 50 mooiste dorpen van Vlaanderen

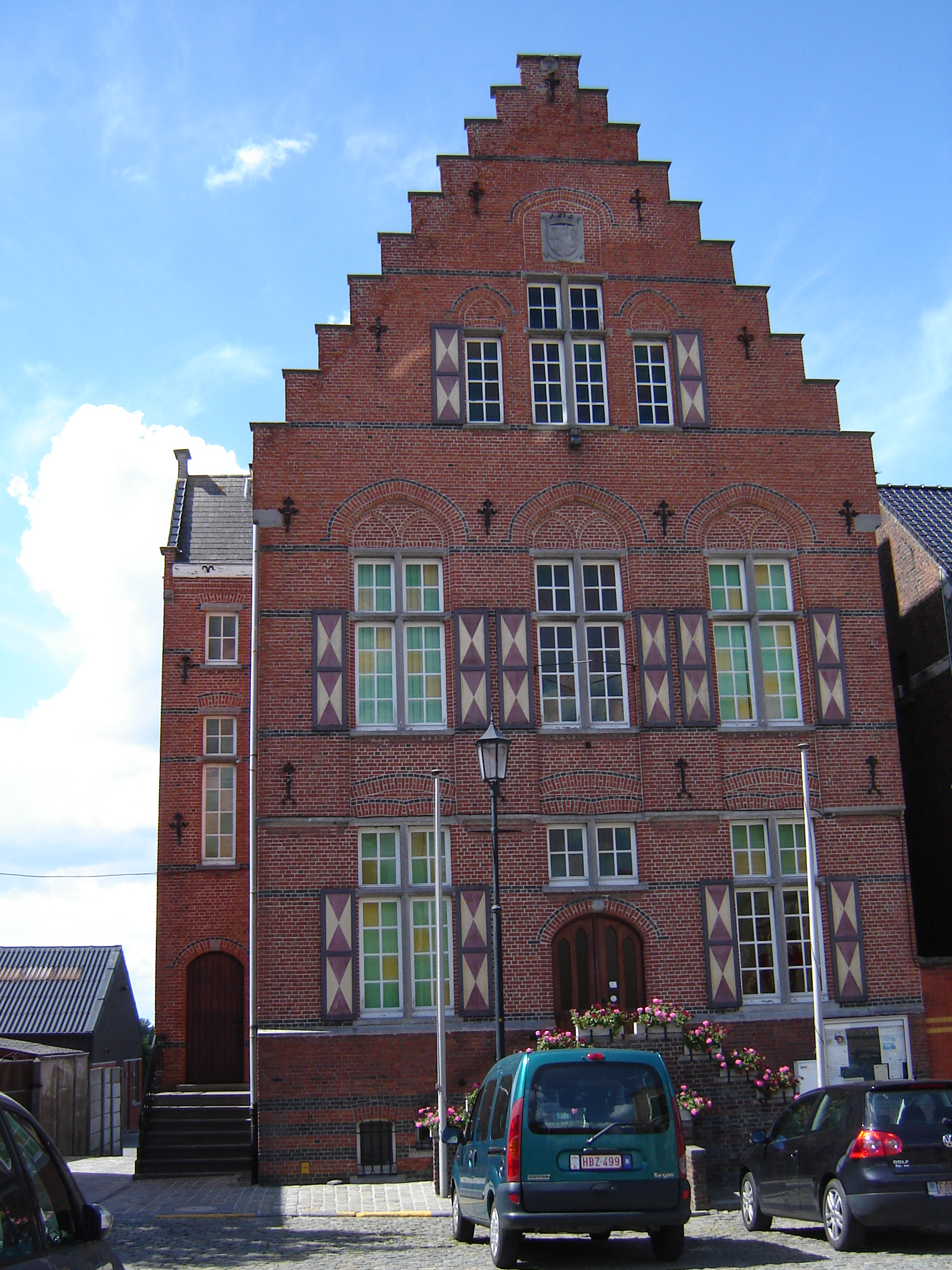
Gemeentehuis

## Geschiedenis
Een oude vermelding van de plaats als Horenbecca gaat terug tot 1090. De naam zou uit het Germaans komen en afkomstig zijn van "hurnjon", een uitloper van het hoogland, en "baki", of beek.
Belangrijk in de geschiedenis van Sint-Maria-Horebeke is het tot stand komen van een protestantse gemeente waarvan de geschiedenis teruggaat tot 1544 en die nog altijd bestaat met als centrum het gehucht Korsele.

## Bezienswaardigheden

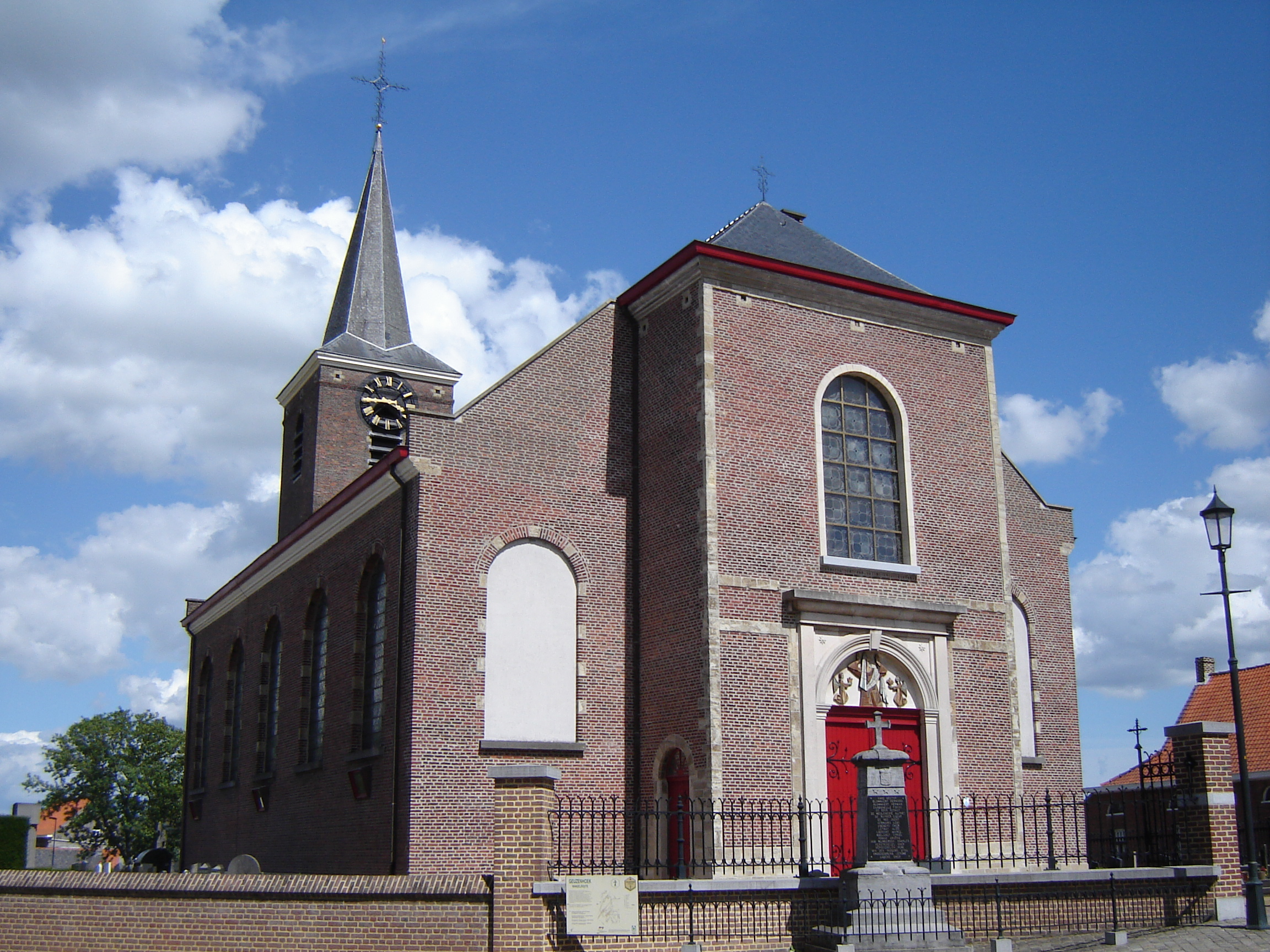
Onze-Lieve-Vrouw Hemelvaartkerk

- De classicistische Onze-Lieve-Vrouw-Hemelvaartkerk dateert uit 1789-1790, nadat een 12de-eeuwse romaanse kerk in 1788 werd afgebroken.  Het bevat een orgel van de orgelbouwers Van Petegem.
- Het protestantse gehucht Korsele in de Geuzenhoek met de Nieuwe Kerk
- De Plankeveldmolen

## Natuur en landschap
Sint-Maria-Horebeke ligt in de Vlaamse Ardennen en in zandlemig Vlaanderen. De hoogte varieert tussen 25 en 102 meter. Ten westen loopt de Oossebeek en ten oosten de Moldergembeek, beide in noordelijke richting naar de Schelde.

## Demografische ontwikkeling
- Bronnen:NIS, Opm:1831 tot en met 1970=volkstellingen; 1976 = inwoneraantal op 31 december

## Geboren
- Suzanne Thienpont (1905-2003), kunstschilderes

## Nabijgelegen kernen
Sint-Kornelis-Horebeke, Mater, Sint-Denijs-Boekel, Sint-Blasius-Boekel
Deelgemeenten: Sint-Kornelis-Horebeke · Sint-Maria-Horebeke

Overige plaats: Korsele

Belgische gemeenten · Arrondissement Oudenaarde · Oost-Vlaanderen · Vlaanderen